# Joyeuses Pâques (pièce de théâtre)
Pour les articles homonymes, voir Joyeuses Pâques.
Joyeuses Pâques est une pièce de théâtre de Jean Poiret créée le 18 janvier 1980 au théâtre du Palais-Royal. 

## Argument
Pendant le week-end de Pâques, alors que son épouse Sophie s'est absentée, Stéphane, un publicitaire quadragénaire, ramène chez lui une jolie jeune fille, Julie. Mais à cause d'une grève imprévue qui a entraîné l'annulation de son vol, Sophie revient et les surprend. Poussé dans ses derniers retranchements, Stéphane finit par présenter Julie comme la fille d'un précédent mariage dont il ne lui avait jamais parlé.

## Distribution

### Théâtre du Palais-Royal, 1980 (création)
Création au théâtre du Palais-Royal, puis reprise au théâtre de la Michodière et au théâtre Édouard-VII
- Jean Poiret : Stéphane
- Nicole Calfan, puis Martine Kelly, puis Bunny Godillot : Julie
- Maria Pacôme, puis Françoise Fabian : Sophie
- Odette Laure : Marlène Chateigneau
- Louisa Colpeyn : Mme Walter
- Nicolas Vogel : M. Walter
- Marc Bassler : Frédéric Walter
- Christiane Muller : Fabienne, la bonne

Mise en scène : Pierre Mondy ; Décors  et costumes : André Levasseur

### Reprises principales

#### Théâtre des Variétés, 2001
- Pierre Arditi : Stéphane
- Barbara Schulz : Julie
- Caroline Silhol : Sophie
- Monique Tarbès : Marlène Chateigneau
- Claude Evrard : M. Walter
- Olivier Belmont : Frédéric Walter
- Marie-France Santon : Mme Walter
- Catherine Blanchard : Fabienne, la bonne

Mise en scène : Bernard Murat ; Scénographie : Nicolas Sire ; Costumes : Carine Sarfati ; Lumières : Laurent Castaingt

#### Théâtre du Palais-Royal, 2013
- Roland Giraud : Stéphane
- Marilyne Fontaine : Julie
- Maaike Jansen : Sophie
- Sophie Artur : Marlène Chateigneau
- Isabelle Tanakil : Mme Walter
- Olivier Pajot : M. Walter
- Xavier Delambre : Frédéric Walter
- Claire Conty : Fabienne, la bonne

Mise en scène : Jean-Luc Moreau ; Scénographie : Charlie Mangel ; Costumes : Emmanuel Peduzzi ; Lumières : Jacques Rouveyrollis ; Musique originale : Sylvain Meyniac

#### Théâtre Marigny, 2023
- Nicolas Briançon : Stéphane
- Gwendoline Hamon : Sophie
- Alice Dufour : Julie
- Claire Nadeau : Marlène Chataigneau
- Muriel Combeau : Mme Walter
- Pascal Elso : M. Walter
- Raphaël Duléry : Frédéric Walter
- Sophie Artur : Fabienne, la bonne

Mise en scène : Nicolas Briançon ; Scénographie : Jean Haas ; Costumes : Michel Dussarrat ; Musique originale : Gérard Daguerre

## Adaptation cinématographique
- 1984 : Joyeuses Pâques de Georges Lautner avec Jean-Paul Belmondo et Marie Laforêt.